# شون فاركوهار
شون فاركوهار هو ساحر استعراضي كندي، ولد في 7 يونيو 1962 في بورتاج لابريري في كندا.

## وصلات خارجية
- الموقع الرسمي